# ジチイン

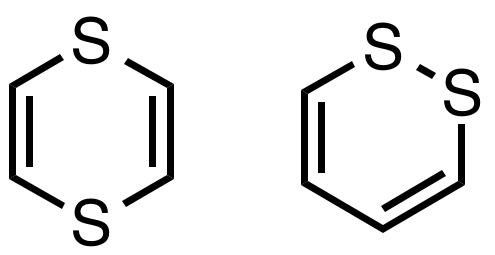
1,4-ジチインと1,2-ジチインの構造

ジチイン(Dithiin)は、複素環式化合物の分類の1つで、基本骨格の化学式(C2H2)2S2を持つものである。1,2-ジチインと1,4-ジチインの2つの異性体がある。シクロオクタテトラエンと類似する8π e-系の反芳香族性を持つ化合物である。ニンニクに含まれるビニルジチインは、3-ビニル-4H-1,2-ジチインにつけられた誤った名称であり、真の1,3-ジチインは知られていない。

## 1,4-ジチイン
1,4-ジチインは、より熱心に研究されている。これらは、α-メルカプトカルボニルと等価な化合物の縮合により作られる。例えば、アセタールHSCH2CH(OEt)2を加熱すると1,4-ジチインが生成する。反芳香族性であるため、これらは非平面構造であり、酸化されてラジカルカチオンになる。光分解により、[2+2]環化付加反応を経て二量化する。チアントレンは、ジベンゾ-1,4-ジチインである。

## 1,2-ジチイン
1,2-ジチインは、ブタ-2-エン-ジチアールの異性体である。不安定であり、硫黄を失ってチオフェン誘導体を形成しやすい。
C4R4S2  →   C4R4S  +  "S"
しばしば濃い赤紫色を呈し、キク科植物の花の色素になっているものもある。